# Incidentul xenofob din comuna Ditrău (2020)
Incidentul xenofob din comuna Ditrău din anul 2020 este un incident debutat la 26 ianuarie 2020, în cursul căruia (estimativ) circa 200-300 de localnici din comuna Ditrău, județul Harghita, România s-au revoltat în cursul săptămânii care a urmat, nemulțumiți că fabrica de pâine Ditrói Pékség (în română Brutăria din Ditrău) din localitate a angajat doi muncitori străini, aduși cu acest scop din Sri Lanka. Oamenii au determinat plecarea din comună a celor doi muncitori străini și au susținut că resping sosirea în comuna cu peste 98 % etnici maghiari a respectivilor migranți, deoarece le este teamă că odată cu venirea acestora va începe un proces de relocare în zonă a unui număr și mai mare de migranți, care ar avea drept consecință impunerea culturii acestora pe plan local și punerea în pericol a siguranței economice și fizice a localnicilor. Două săptămâni mai târziu, peste 1.800 dintre locuitorii comunei au solicitat în mod oficial companiei, printr-o petiție, ca aceasta să nu angajeze forță de muncă străină.
Evenimentul respectiv nu este unul izolat, raportat la spațiul geografic al României, indiferent de caracterul său etnic local. Cele întâmplate au avut la origine atât un substrat socio-cultural, cât și unul economic. Cel economic a fost asociat cu politicile privind forța de muncă existente pe plan local, datele existente sugerând că aceste politici au favorizat exploatarea excesivă a muncii salariate, într-un mediu limitat de condiționări etnice. Substratul socio-cultural a avut la bază caracterul de comunitate etnic închisă și izolată cultural, lipsită de informații privitoare la probleme precum imigrația, refugiații și forța de muncă străină.
De asemenea, cele petrecute sunt considerate atât o manifestare dependentă de promovarea în mass-media de limbă maghiară din România a discursului anti-migrație de către regimul premierului ungar actual Viktor Orbán, cât și de subiectul migrației umane de înlocuire, deoarece acest tip de migrație urmează în următorii ani să suplinească pe teritoriul geografic al României, populația aptă de muncă ce a dispărut în ultimele trei decenii ca efect al emigrației și al scăderii natalității. Din ultimul punct de vedere, incidentul de la Ditrău ar putea fi astfel doar unul dintre incidentele similare care ar putea urma pe teritoriul țării în următorii ani, în lipsa unor intervenții oportune ale politicienilor din România. Există de asemenea opinia că cele întâmplate reprezintă o mișcare socială anti-migrație, care ar putea ieși în evidență și în alte zone ale țării.
În medierea și rezolvarea conflictului, precum și în ce privește analiza și identificarea cauzelor acestuia, au intervenit atât primarul comunei și parlamentarul din zonă al Uniunii Democrate Maghiare din România, cât și funcționari ai Consiliului Național pentru Combaterea Discriminării, instituției Avocatului Poporului și Ministerului Muncii. De asemenea, Inspectoratul Județean de Poliție Harghita a deschis o anchetă pentru a clarifica dacă există probleme de natură penală legate de incitare la ură sau discriminare.
În perspectivă, se conturează necesitatea ca informarea și educația cetățenilor români privind problemele imigrației, ale forței de muncă străine, ale refugiaților și ale globalizării cu care statul român urmează să se confrunte să devină apanajul unor programe și campanii de informare activă, sprijinite de stat. Există opinia că la fel de importante sunt îmbunătățirea comunicării la nivel public, precum și creșterea gradului de transparență al acesteia.

## Context

### Național
Un procent semnificativ de cetățeni români de toate etniile au devenit emigranți pentru o viață mai bună, în timp ce în România lipsa de forță de muncă de determinat firmele să apeleze la muncitori străini. Aceasta se întâmplă într-un context în care un studiu realizat de IRES în anul 2019 a evidențiat că la nivelul țării la întrebarea „- Câtă încredere sau neîncredere aveți în migranți ?”, 68 % dintre respondenți au afirmat că au foarte multă neîncredere în aceștia și peste 50 % dintre respondenți i-ar opri la graniță.
Criza de lucrători de pe piața muncii frânează creșterea economică a României și urmează să se accentueze pe fondul fluxului constant ridicat al emigării și al diminuării numărului de nou născuți (recte al tinerilor care își vor începe cariera).

### Local
Secuii de Ditrău sunt catolici, fiind conform lui Keno Verseck de la Deutsche Welle extrem de tradiționaliști și conservatori. Din punctul de vedere al președintelui Academiei Române, Ioan Aurel Pop, comunitatea locală maghiară din Ditrău este o comunitate închisă, provenită dintr-o lume mai veche. Din punctul de vedere al sociologului Dumitru Sandu, această închidere este una culturală, determinată de factori etnici și religioși. Localnicii de aici urmăresc, citesc și ascultă în cea mai mare parte media maghiară apropiată guvernului ungar, care este o curea de transmisie pentru elementele doctrinare ale iliberalismului asumat de acesta. Din punct de vedere cultural România contează puțin pentru ei, cei din Ditrău fiind afiliați politicii culturale ungare. În plus, la nivelul său, această comunitate a avut încă din 1986 experiența unui conflict cu o comunitate alogenă, recte cu comunitatea romă, conflict soldat atunci cu o victimă umană.
Pe de altă parte, conform Asociației „Atlatszo Erdely”, formată din jurnaliști de investigație, în Ținutul Secuiesc multe întreprinderi nu-și plătesc salariații cu salarii etichetate de locuitori ca „decente”, ceea ce contribuie major la emigrarea în masă a forței de muncă calificate. De altfel, conform jurnalistului Sipos Zoltán, maniera de lucru din întreg ținutul include următoarele elemente comune: salarizarea derizorie, neplata efectivă a unor ore efectiv lucrate, supramunca și neacordarea zilelor de repaos. Astfel, dintre localnicii comunei, mulți lucrau – la momentul desfășurării incidentului (2020) – în străinătate. La rândul său jurnalista și licențiata în sociologie Ruxandra Hurezean a precizat că au existat semnale precum că politica liderilor comunității maghiare este aceea de respingere a investițiilor și a investitorilor într-un județ precum Harghita, deoarece aceștia ar aduce forță de muncă din afara regiunii și aceasta ar avea impact asupra componentei etnice a localităților. Un studiu ulterior a constatat că în județele Harghita și Covasna cuantumul capitalului străin intrat era cel mai mic din toată Transilvania.
Afirmațiilor de mai sus li se alătură cele ale sociologului Csata Zsombor, care a indicat în urma unui studiu asupra economiei pe baze etnice din Transilvania că, lucrând într-un mediu lingvistic exclusiv maghiar un angajat câștigă în raport cu altul având același post în același domeniu, dar într-o firmă unde el este singurul angajat maghiar primește cu 50 până la 450 de lei mai puțin. Conform acestuia, gradul de omogenitate etnică [maghiară] la locul de muncă se leagă de un dezavantaj salarial cu o valoare medie de 300 de lei, dacă cineva nu prea are colegi români, comparativ cu cineva care lucrează pe post similar, dar într-un mediu complet românesc.

## Preambul
În satul de reședință al comunei, o fabrică de pâine construită cu fonduri de la Comunitatea Europeană și aflată în curs de extindere a avut nevoie, pentru dezvoltare, de forță de muncă suplimentară. Dintre cei peste 90 de angajați, 18 sunt localnici din Ditrău. Dat fiind că patronii companiei nu au reușit să angajeze forță de muncă atât din județul Harghita, cât și din alte județe, s-au reorientat spre forță de muncă din altă parte. Astfel, prin intermediul unei firme de recrutări, aceștia au angajat cu forme legale anterior în anul 2019 un brutar din Ungaria și în luna ianuarie doi brutari din Sri Lanka, unul de religie catolică și altul budist. În continuare, firma și-a anunțat intenția de a mai angaja încă cinci muncitori străini, dintre care patru proveniți din Nepal și încă unul din Sri Lanka.

## Desfășurarea incidentului
La două săptămâni după angajarea celor doi brutari sri-lankezi de către firma aflată în cauză, prezența acestora a dus la revolta unei părți a comunității din Ditrău, care i-a văzut ca pe o amenințare la adresa satului respectiv. Cele întămplate au condus, potrivit lui Ioan Aurel Pop, spre o atmosferă de intoleranță, de neacceptare a celuilalt, a aproapelui, de excludere și de xenofobie. Conform lui Radu Paraschivescu puseul respectiv a îmbrăcat caracteristici care sunt specifice comunităților mici, cu obiceiurile lor, cu tabieturile lor, în care străinul este problema.

### 26-28 ianuarie
Conform enoriașilor din Ditrău, un capelan romano-catolic din localitate a atras la sfârșitul slujbei din 26 ianuarie atenția, asupra pericolelor asociate cu venirea „străinilor”. Capelanul a făcut apel la populație ca aceasta să solicite primarului comunei rezolvarea situației create.
În data de 27 ianuarie, a fost creat pe Facebook un grup intitulat Vrem un Ditrău fără migranți (în maghiară Migráns mentes ditrot akarunk). Timp de 2 zile, în discuțiile derulate pe platforma de socializare au fost proferate amenințări cu tentă naționalistă și rasistă care i-au vizat pe angajații srilankezi și pe proprietarii brutăriei.

### 29 ianuarie
Devenit portavocea protestatarilor, preotul capelan romano-catolic din localitate i-a organizat, astfel că la data de 29 februarie 2020 în fața primăriei locale s-au adunat aproximativ 200 de localnici. Aceștia s-au arătat nemulțumiți de angajarea ultimilor doi muncitori străini. Printre motivațile nemulțumirii lor s-a aflat teama de apariția unui val de migranți care să le impună cultura lor și să le pună în pericol siguranța.
După ce proprietara casei din Ditrău în care aceștia stăteau a fost amenințată, cei doi au fost mai întâi mutați la o gazdă din satul învecinat Lăzarea. Deoarece și aici proprietara casei în care stăteau cei doi a primit amenințări, muncitorilor sri-lankezi a început să le fie căutat un domiciliu în Gheorgheni. Pentru aceeași zi, a fost exprimată de către locuitorii implicați intenția de a protesta în timpul unei ședințe a Consiliului Local.
Protestul a continuat cu adunarea a circa 200 de localnici în curtea unei biserici locale, unde același capelan a ținut, înainte de ședința Consiliului Local din Ditrău, un discurs înfocat despre soarta secuilor și despre nedreptățile pe care aceștia le-au suferit, după care s-a pus în fruntea unui grup care a pornit de la biserica catolică respectivă spre clădirea unde avea loc ședința de Consiliu. Aici, datorită atât spațiului insuficient cât și a lipsei introducerii problemei nemulțumirilor respective pe ordinea de zi a ședinței, s-a decis convocarea unei adunări populare pe 1 februarie 2020. După discuția purtată cu primarul, localnicii s-au îndreptat din nou spre biserică.
Primele reacții au venit atât de la primarul comunei, care a îndemnat la calm și s-a implicat în medierea situației, cât și de la firma angajatoare. Astfel, în pofida faptului că localnicii i-au respins, nedorindu-i în comună, inițial directoarea firmei care deține fabrica a afirmat că va continua colaborarea cu cei doi muncitori străini. Lucrători ai fabricii, dintre care unii și ei au lucrat în străinătate, s-au aflat alături de cei doi muncitori sri-lankezi.

### 30-31 ianuarie
Reacția locuitorilor a continuat însă să se dezvolte, astfel că aceștia au început să boicoteze achiziționarea produselor firmei respective, pe motiv că pâinea este făcută de străini (cifra vânzărilor brutăriei a scăzut astfel, după mișcările de protest, cu 30 %).
Pe Facebook au urmat sute de comentarii rasiste impregnate de ură și amenințări postate timp de câteva zile, fără ca ceea ce s-a întâmplat să pară că ar fi fost controlat de vreun moderator).

### 1 februarie
La adunarea convocată la Căminul Cultural din Ditrău au participat aproximativ 300 de persoane, fără ca patronii fabricii să fie prezenți. Aceștia totuși au trimis o scrisoare celor aflați acolo, prin care și-au cerut scuze comunității pentru că nu au anunțat din timp pe localnici precum că vor aduce muncitori străini. Din discuție, a reieșit că exista dinainte un conflict mult mai adânc între patronul companiei locale de producție a pâinii și localnici, conflict care a fost acutizat de circumstanțele evenimentelor recent petrecute. Dintre nemulțumirile exprimate de participanți, majoritatea au fost legate atât de atitudinea pe care patronul respectiv ar fi avut-o față de salariați, cât și față de plata pentru prestația muncii efectuate. Sătenii au acuzat de asemenea, pe lângă salariile mici, pontaje mult sub orele lucrate efectiv, salarii la negru și neplata contribuțiilor. Bazându-se pe datele referitoare la firma respectivă care sunt publice, Ziarul Financiar a apreciat că cei 90 de angajați care lucrează acolo sunt plătiți cu salariul minim pe economie.
Cu toate acestea, oamenii au insistat că nu doresc emigranți în satul lor. De asemenea, ca efect al semnalelor transmise de localnici precum că aceștia nu doresc ca cei doi muncitori sri-lankezi să atingă pâinea și de teamă că respectivul conflict ar putea degenera, patroniii au anunțat că respectivii salariați, deși vor fi păstrați, vor fi mutați pentru a lucra într-o altă etapă a procesului tehnologic. De asemena, celor aflați în sală li s-a comunicat că dacă din zonă vor putea fi angajați în următoarea jumătate de an suficienți muncitori compania va renunța la aducerea altor străini.
Localnicii nu au căzut de acord dacă să accepte sau nu scuzele venite din partea companiei, dar au hotărât să înainteze conducerii fabricii o petiție pentru a-și exprima toate doleanțele legate de aceasta, în data de 3 februarie. În aceeași zi cei doi muncitori au fost mutați la Gheorgheni, firma primind și o ofertă din partea unui antreprenor din alt areal geografic pentru relocarea acestora. Acestă ofertă s-a dovedit în zilele următoare a nu fi unică.

### 2 februarie
În data de 2 februarie și după ce Consiliul Național Pentru Combaterea Discriminării a transmis că se va sesiza în speța relocării celor doi muncitori străini în altă etapă a procesului de producție, conducerea firmei a revenit asupra acestei decizii, anunțând că stri-lankezii își vor păstra locul inițial de muncă. Reprezentanta fabricii a specificat, de asemenea, că unii dintre angajații companiei au fost amenințați, deoarece lucrau cu cei doi străini. De asemenea, într-un comunicat de presă, patronii au descris amenințări pe care le-au primit din partea unor localnicii înfuriați de prezența străinilor din Sri Lanka, precum postarea sloganului „Să dăm foc ca în anul ’90” postată de pagina de Facebook a grupului înființat de unii localnici, care a avut calitatea unei amenințări de incendiere a brutăriei.
Unul dintre antreprenorii brutăriei a declarat de asemenea că din cauza experienței de care a avut parte în ultimele săptămâni, proiectata fabrică de pesmet, care ar fi urmat să fie ridicată la Ditrău din fonduri europene, va fi construită în altă parte.

### 3-4 februarie
La 4 februarie, compania din Ditrău a depus o plângere penală care a vizat cele petrecute în localitate.
În tot acest interval, derulat de la debutul conflictului și până la aplanarea lui, cei doi muncitori străini au continuat să vină la muncă, securitatea acestora fiind asigurată de către angajator.:v. video

### 11 februarie
După ce la 10 februarie un al treilea muncitor din Sri Lanka a ajuns în România pentru a lucra la brutăria din Ditrău, a doua zi peste 1.800 de semnatari din comună au depus la primăria locală petiția decisă la ședința comunității din 1 februarie. Documentul a fost depus de câțiva locuitori împreună cu același capelan implicat anterior în incidente și a fost adresat primăriei locale, precum și Consiliului Local și brutăriei.
În petiție, locuitorii au solicitat patronilor companiei să nu angajeze forță de muncă străină, dat fiind că rata șomajului depășește 2 %, pentru a contribui la stoparea emigrării tinerilor. De asemenea, semnatarii au solicitat actele privind calificarea profesională a primilor doi muncitori din Sri Lanka, împreună cu actele personale precum și adeverințele medicale ale acestora. Au fost solicitate scuze din partea firmei către localnici și către preotul capelan, pentru prejudiciul adus reputației acestora, precum și despăgubiri financiare către angajații prejudiciați și jigniți, în mod retroactiv pentru 5 ani. Alte solicitări au vizat de asemenea stingerea unor pretenții financiare referitoare la timpul efectiv lucrat sau la plata concediilor de odihnă.

### 26 februarie
La data de 26 februarie, patronul brutăriei locale s-a întâlnit cu preotul capelan implicat în incidentele din localitate pentru a fi discutate nemulțumirile exprimate de către unii dintre membrii comunității respective. Declarativ, în urma discuțiilor s-a ajuns la numitor comun, firma așteptând în continuare muncitori din comună care să se angajeze la brutărie, iar preotul vicar îndemnându-i pe localnici să meargă să lucreze pentru compania aflată în cauză.
La rândul său, reprezentanta agenției de recrutare responsabilă de aducerea muncitorilor străini a precizat că alți 3 muncitori nepalezi vor fi angajați de brutărie și a confirmat că mai există depusă o cerere pentru aducerea a 5-10 muncitori străini de către o altă firmă din zonă. La 3 martie președintele UDMR a declarat că lucrurile s-au liniștit.

## Reacția autorităților

### Evoluții
Reacții politice de condamnare a celor întâmplate au venit pe 30 ianuarie atât pe plan regional, din partea PNL și PSD Harghita, cât și pe plan național din partea UDMR, care a afirmat că nu poate accepta incitarea la ură și dezinformarea. În aceeași zi, polițiști de la Biroul de Imigrări au declanșat un prim control la nivelul firmei.
Pe 31 ianuarie 2020, Avocatului Poporului, Renate Weber, s-a autosesizat și a anunțat că va face o anchetă. În aceeași zi Prefectul județului Harghita a declarat că va sprijini procesul de mediere dintre comunitatea locală și firma respectivă, susținut de către primarul localității și de către deputatul UDMR harghitean Sándor Bende, iar Arhidieceza de Alba Iulia s-a delimitat de acțiunile preotului capelan din Ditrău care a susținut demersul localnicilor de excludere a celor doi muncitori sri-lankezi. De asemenea, Arhidieceza a indicat că se așteaptă în astfel de cazuri din partea comunităților la o dezirabilă și naturală atitudine ospitalieră.
La data de 1 februarie, ca urmare a anunțului făcut de patronul companiei că îi va retrage la presiunea localnicilor pe cei doi din procesul de producție al pâinii, Csaba Asztalos, președintele Consiliului Național pentru Combaterea Discriminării a anunțat că va propune autosesizarea organismului respectiv pentru posibile fapte de discriminare. A doua zi acest a precizat că plângerile au fost redirecționate către Inspectoratul Județean de Poliție Harghita, urmând ca ele să se reîntoarcă la C.N.C.D. numai dacă în cazul dat nu va fi deschisă o acțiune penală. Inspectoratul județean, însă, a anunțat că a deschis de mai multe zile un dosar de cercetare penală în rem, pentru suspiciunea de infracțiuni de incitare la ură sau discriminare în cazul Ditrău. De asemenea, reprezentanța diplomatică a Sri Lanka de la București a contactat reprezentanții brutăriei cu scopul de a verifica ce condiții de muncă și de viață au cei doi srilankezi pe plan local și pentru a le oferi asistență consulară.
Pe 2 februarie, Ministrul Muncii a anunțat un control legat de respectarea normelor legale în ce privește cazul Ditrău, astfel că la 3 februarie Inspectoratul teritorial de Muncă a verificat aspecte care țin de sănătatea și securitatea în muncă, precum și de respectarea normelor de protecție a muncii. Controlul a constatat că sporul pentru activitatea prestată în zilele de repaos săptămânal nu se acordă tuturor salariaților care lucrează în zilele respective, drept care firma a fost sancționată cu o amendă contravențională de 3.000 de lei. De asemenea, în ce privește securitatea muncii, angajatorul a fost sancționat cu o amendă contravențională de 10.000 de lei pentru neconformități în ce privește împământarea unor echipamente. Au mai fost de asemenea constatate și alte neconformități în materie de relații de muncă (neconcordanțe scriptice sau date eronate) și de securitate a muncii (unele probleme legate de omologarea, verificarea periodică și starea unor echipamente, dispozitive și instalații), pentru care s-au acordat avertismente și a fost impus un program de conformare și de remediere a deficiențelor.
Reacțiile liderilor comunității maghiare din România nu au fost unitare, deoarece la 6 februarie lideri ai Partidului Popular Maghiar din Transilvania și ai Partidului Civic Maghiar au dezavuat pozițiile UDMR și ale reprezentanților acestora, precum și pe cea a președintelui Consiliului Național pentru Combaterea Discriminării, care au indicat și pe locuitorii din Ditrău ca fiind una dintre părțile responsabile pentru componenta xenofobă a celor întâmplate. Mai mult, reprezentanții celorlalate două partide maghiare au negat existența unor manifestări de xenofobie și intoleranță la Ditrău, afirmând că substratul celor întâmplate este exclusiv economic. De asemenea, au afirmat că cele întâmplate sunt „un rezultat al experiențelor negative pe care comunitatea locală le-a avut cu statul român” și au acuzat că există o campanie în mass-media din România cu scopul de a discredita maghiarii din Transilvania.
La data de 20 februarie 2020, Consiliul Național al Audiovizualului a sancționat cu o amendă de 10.000 de lei postul de televiziune B1 TV, atât pentru unele comentarii cu caracter defăimător făcute de prezentator în data de 30 ianuarie 2020 la adresa comunității maghiare, cât și pentru lipsa de imparțialitate a prezentatorului la data de 2 februarie 2020 în ce privește asigurarea informării publicului, ambele cu referire la subiectul de interes public al celor întâmplate la Ditrău.

### Concluzii
Raportul întocmit ca urmare a anchetei efectuate de către Avocatul Poporului a evidențiat că, pe fondul unui conflict de natură economică mai vechi dintre companie și câțiva dintre foștii săi salariați, sosirea celor doi muncitori din Stri Lanka a determinat acutizarea respectivului conflict, determinând apariția unor manifestări excesive și a intoleranței din partea mai mulor cetățeni.
Printre cauzele agravării conflictului Avocatul Poporului a menționat: lipsa de informație, temerile nefondate ale localnicilor în ce privește statutul celor doi muncitori străini implicați și conduita neadecvată a preotului capelan din comunitate, toate acestea apărând pe un fond alimentat de informații eronate și nefundamentate livrate de surse mass-media.
Deoarece o mare parte din conflict s-a derulat prin intermediul unei rețele sociale virtuale, acest conflict s-a propagat în mediul online. Astfel, vehemența manifestărilor inadecvate a fost caracterizată de creșterea amplitudinii în spațiul virtual. Situația reală de pe planul fizic s-a calmat însă după un timp și comunitatea locală a transmis semnale care au indicat regretul pentru că s-a ajuns într-o situație nedorită.

## Analiza incidentului
Conform sociologului Sebastian Lăzăroiu, deoarece migrația umană de înlocuire urmează în următorii ani să suplinească pe teritoriul geografic al României populația aptă de muncă ce a dispărut în ultimele trei decenii ca efect al emigrației și al trendului demografic negativ, incidentul de la Ditrău ar putea fi astfel doar unul dintre incidentele similare care ar putea urma pe teritoriul României în următorii ani, în lipsa unor intervenții oportune ale politicienilor din România.

### Probleme ieșite în evidență
Din punctul de vedere al sociologului Dumitru Sandu, la cele întâmplate, deși au o componentă economică, dominantă este componenta socio-culturală. În plus, cazul a evidențiat potențarea reciprocă a două fenomene prezente în societatea din România: exploatarea și rasismul.
Conform analistului Răzvan Munteanu, mediatizarea cazului a fost, totuși, excesivă și chiar exagerată pe alocuri.

#### Componenta socio-culturală
Conform sociologului Dumitru Sandu, cele petrecute reprezintă o mișcare socială anti-migrație. Situația a evidențiat în comună discrepanța dintre faptul că foarte mulți dintre localnici lucrează în străinătate, fiind bine primiți acolo și fără a fi discriminați și atitudinea lipsită de înțelegere și de respingere din partea locuitorilor rămași față de cei doi veniți pentru a munci astfel încât să-și ajute familiile. Mai mult, Ditrăul a fost, în urmă cu câțiva ani, dintre comunele arealului cultural localizat în zona Covasna-Harghita comuna cu cea mai mare rată de plecări, fiind teoretic de așteptat să existe aici o toleranță mai mare față de imigranți.
Reacția exagerată a sătenilor din Ditrău este ilustrativă pentru comportamentul oamenilor din comunități mici și conservatoare atunci când viața lor este tulburată de străini. Totuși, discursul public al liderilor locali administrativi și religioși a inclus și argumente rasiste. Conform opiniei lui Markó Béla, există și o responsabilitate a întregii comunități maghiare din România, pentru că a ajuns să primească în mod justificat lecții de toleranță de la televiziunile de știri românești și pentru că a permis ca acest „SF politic” de la Ditrău să aducă maghiarilor [din România] „daune morale și politice uriașe”.
Conform lui Ioan Aurel Pop, frica celor 200-300 de locuitori care au ieșit să protesteze contra celor doi străini poate să fie explicată prin faptul că aparțin unei comunități închise, provenite dintr-o lume arhaică. Cu toate acestea, respectiva comunitate, deși etnic închisă și izolată cultural ca urmare a unor factori etnici și religioși, este puternic legată de străinătate, atât prin intermediul celor plecați cât și prin înfrățirea pe care o are cu o localitate din Germania și una din Ungaria. Există însă o lipsă de informare privind probleme precum imigrația, refugiații și forța de muncă străină, lipsă de informație care, conform jurnalistului Gabriel Bejan, este distribuită însă în mod ubicuitar în spațiul geografic al României.
A reieșit astfel în evidență faptul că frica locuitorilor în privința unui potențial „val de migranți” care ar fi capabili de violențe, de enclavizare și de contestare a fondului cultural local și care ar urma să vină peste ei a fost alimentată de către mass-media. Csaba Asztalos, președintele Consiliului Național pentru Combaterea Discriminării, a indicat printre cauze discursurile anti-imigrație venite pe canalele de comunicare regionale cu Ungaria, țară cu care comunitatea locală are legături. Aceasta s-a întâmplat într-un context favorizant pe plan mondial atât în Europa, cât și în SUA, unde iese în evidență discursul⁠(d) lui Donald Trump. Conform lui Keno Verseck de la Deutsche Welle, comunitatea din Ditrău aparține unei lumi etnice paralale, apariția acestui paralelism fiind efect al finanțării minorității etnice maghiare de către guvernul Ungariei, care a venit la pachet cu propaganda media. Inevitabil, ideologiile etno-naționaliste și șovine au găsit astfel o curea de transmisie prin care să ajungă la comunitățile etnice minoritare din afara statului ungar. Opinia privind influența mass-mediei maghiare în Transilvania a fost susținută și de Peter Eckstein-Kovacs, politician liberal al minorității maghiare din România. De asemenea, ca posibilă sursă de informații cu rol potențial în declanșarea situației primarul localității i-a indicat pe locuitorii plecați să muncească în străinătate.
Renate Weber, Avocat al Poporului, a indicat însă inclusiv în România elemente precesive de retorică publică în momentul punerii problemei acceptării cotelor de refugiați, retorică ce a scos în evidență situații de excepție, capabile să provoce frică în rândul populației din țară. Conform jurnalistei și doctorului în istorie Sabina Fati, tipologia șovină a reacției comunității maghiare locale aflate în cauză nu este ceva care să nu poată fi întâlnit și la etnicii români. De asemenea, elemente de discurs care asociază migrația afro-asiatică spre Europa cu lezarea intereselor popoarelor europene se întâlnesc și în presa de limbă română.
Legat de ultimele două aspecte, sociologii Kiss Tamás și Toró Tibor de la Institutul pentru Studierea Problemelor Minorităților Naționale din România au particularizat problema, pornind de la faptul că membrii comunității maghiare din țară sunt în general mai xenofobi decât majoritatea română și chiar decât majoritatea maghiară din Ungaria. Din punctul lor de vedere însă, explicația stă în faptul că influența mass-mediei și a propagandei politice din Ungaria s-a grefat pe un rasism propriu majorității etno-rasiale, căreia îi aparțin împreună atât maghiarii cât și românii. Cele întâmplate la Ditrău ar aparține, astfel, intoleranței proprii a majorității cetățenilor români. Xenofobia mai ridicată, evidențiată, este astfel rezultatul grefării pe baza reprezentată de rasismul nereflectat din România a xenofobiei și rasismului instrumentalizate politic din Ungaria. Din acest punct de vedere, cei doi sociologi au considerat sentimentele xenofobe ale comunității maghiare ca fiind corelate strâns cu atitudinile anti-rome, care sunt proprii majorității cetățenilor din România.
Conform celor doi sociologi maghiari, apariția cazului de la Ditrău a fost doar o problemă de timp, atât în contextul descris mai sus cât și în cel al unor exemple de atitudini precesive, cum ar situații în care localnicii s-au speriat de turiști non-albi sau situații în care au existat personificări în mod denigrator a „migranților” cu ocazia petrecerilor de recoltare sau a carnavalurilor din satele maghiare. De asemenea, această xenofobie îndreptată împotriva potențialilor imigranți din afara Europei (Orientul Mijlociu, Africa, subcontinentul Indian etc.) poate fi clasificată drept rasism, deoarece nu a avut ca obiect străinii cu statut înalt cum ar fi americanii, germanii, suedezi și alții ori cetățeni din țările est-europene care sunt plasați într-o poziție inferioară față de România în diverse ierarhii de dezvoltare (ucraineni, din Republica Moldova etc.).
Tot Kiss Tamás și Toró Tibor au identificat un element suplimentar responsabil de atitudinile de la Ditrău, anume sentimentul de superioritate al maghiarilor din Bazinul Carpatic față de popoarele vecine. Acesta, deși necorelat în prezent cu realitatea actuală a structurii stratificării etnice, economice și sociale și ca atare iluzoriu, are însă calitatea de element important al identității naționale maghiare. Ca atare, el este artificial întreținut prin producerea sau reproducerea altor tipuri de categorii și clivaje. Acestea se circumscriu fie orientalizării „sudiștilor”, a oltenilor sau a bucureștenilor, element central al neo-transilvanismului apărut după 1989, fie civilizaționismului axat pe construirea unei civilizații „nordice” (albă), ultimul fiind o componentă de bază a populismului european. O astfel de disociere se întâlnește însă și la elitele românești care resping rasismul, dar încearcă să intre în clubul celor civilizați prin disocierea față de membrii considerați „mai înapoiați” ai comunității proprii, respectiv prin ruperea oricărui tip de solidaritate cu elementul rural, „PSD-iștii”, „maneliștii”, „teleormănenii” etc.

#### Componenta economică
Pe de altă parte, cele întâmplate, astfel cum au și reproșat de fapt cei din Ditrău patronatului, au avut legătură cu practicile neconforme și larg răspândite în România la momentul respectiv de eludare a respectării prevederilor legislative de protecție a exercitării muncii. Conform agenției ungare de presă MTI și a ziarului Magyar Nemzet, comunitatea din Ditrău nu are obiecții în primul rând împotriva brutarilor din Sri Lanka, supărarea locuitorilor fiind îndreptată în principal spre antreprenorii care dețin brutăria, care nu apreciază corespunzător forța de muncă locală. Conform jurnalistului de investigații Sipos Zoltán, sri-lankezii nu ar fi fost decât ultima picătură care a umplut paharul de vexațiuni economice de care au parte locuitorii zonei. Aceștia au perceput venirea muncitorilor străini drept un mesaj că salariile nu vor crește și că, la nevoie, vor fi înlocuiți cu forță de muncă adusă din străinătate. Conform locuitorilor, succesul unei asemenea practici ar putea stimula patronii din Ținutul Secuiesc să o copieze, ceea ce ar avea drept rezultat migrarea locuitorilor spre locuri de muncă din alte zone pentru a-și putea întreține familiile. Reprezentanții companiei implicate la Ditrău au susținut însă că principala cauză a conflictului a fost reprezentată de prejudecățile localnicilor și nu de politicile privind forța de muncă ale firmei.
Situația, complexă, se corelează cu faptul că pe lângă locuitorii rezidenții din zonă cu poziții nete anti-străini există și locuitori îngrijorați de fapt doar de salariile mici și de subdezvoltarea regiunii, dar care sunt incapabili pe moment să exprime aceste probleme reale altfel decât prin intermediul limbajului propriu propagandei din mass-media pe care o consumă. Conform lui Sipos Zoltán, probleme reale precum exploatarea forței de muncă, menținerea salariilor la un nivel redus, emigrarea în masă și îmbătrânirea populației, precum și apariția lucrătorilor străini care întruchipează figura „veneticului” au ajuns să fie reprezentate în mod foarte simplist. Această simplificare a respectivelor fenomene complexe s-a realizat prin apelarea la argumente asociate cu discursul rasist, xenofob și segregaționist, legitimat de presa guvernamentală și pro-guvernamentală ungară din prezent (2020).

#### Reflectarea incidentului în spațiul public
Primele informații despre cazul Ditrău au provenit din presa maghiară.
Conform sociologilor Kiss Tamás și Toró Tibor, în ce privește campania mass-media din România din jurul cazului Ditrău, aceasta nu s-a axat pe rasismul existent în țară în general, ci s-a concentrat pe minoritatea maghiară. Aceasta s-a întâmplat deoarece, în mod uzual, manifestările rasiste ale unor personalități publice din sfera de limbă română determină cel mult dezbateri anemice, pentru că nu există o cultură și o ordine discursivă a corectitudinii politice în stare să reglementeze astfel de manifestări. Cei doi sociologi au remarcat astfel că mass-media și publicul românesc s-au raportat la acest caz într-un cadru neadecvat, ca și cum cele întâmplate ar fi o problemă exclusivă a comunității maghiare sau a secuilor. Aceasta a condus la accentuarea procesului de enclavizare la nivel cognitiv, cu raportare la comunitatea maghiară din România și la asocierea la campania antirasistă și antiexcludere asociată evenimentului, a unei componente de excludere ce a avut ca țintă chiar comunitatea maghiară.
Pe de altă parte, în spațiul public de limbă maghiară s-au conturat, în raport cu evenimentele, mai multe strategii discursive. Astfel, segmentul presupus progresiv al comunității i-a culpabilizat pe secui, aceștia fiind considerați de către intelectuali din mediul urban, de membri ai clasei de mijloc precum și de către alții, un element rural înapoiat. O altă strategie de discurs a restrâns vina și responsabilitatea la persoane concrete, cum ar fi membrii comunității respective și preotul din localitate. De asemnea, o a treia strategie a scos în evidență faptul că la originea evenimentelor se regăsește un conflict de muncă sau un conflict de clasă.
Kiss Tamás și Toró Tibor s-au discociat față de primele două strategii discursive și au afirmat că evenimente similare pot avea loc în cadrul comunității maghiare și în afara secuimii. Referitor la ultima dintre strategii însă, aceștia au afirmat că există elemente cărora trebuie să li se acorde atenție, deoarece Ditrăul se află într-o regiune periferică din punct de vedere economic și cultural, într-un context în care cetățenii din Europa de Est în mod frecvent nu au la dispoziție uneltele culturale și instituționale care trebuiesc pentru a trata aceste conflicte de muncă și de clasă.
În ce privește presa din Ungaria, chiar din prima zi de la semnalarea în presa românească a celor petrecute la Ditrău, sursele ungare au preluat subiectul, mediatizându-l intensiv. Conform Ioanei Cristea din cadrul LACRIS, cea mai mare parte dintre articole fie au redat cazul, fie l-au comentat în registru negativ. În ce privește majoritatea presei guvernamentale ungare, aceasta s-a axat pe ideea că problematica respectivă trebuie să fie pusă în contextul pericolului pe care-l reprezintă emigrația pentru Europa și, în mod concret, pentru stabilitatea comunităților mici. De asemenea, conflictul a fost tratat mai degrabă ca social sau economic decât rasial sau politic.
Referitor la presa ungară liberală, aceeași autoare a afirmat că de multe ori aceasta a încercat să ia apărarea comunității maghiare din localitate și să acuze atât autoritățile cât și presa din România că ar utiliza cele petrecute drept diapazon anti-maghiar. De asemenea, unele publicații liberale sau neafiliate guvernului Orban au folosit ocazia spre a marca puncte în lupta politică internă din Ungaria, învinovățind propaganda guvernamentală maghiară pentru extremismul reacției de la Ditrău.

### Propuneri de soluții
Conform lui Hunor Kelemen, trebuie explicat populației din România că țara nu-și poate asigura singură nevoia de forță de muncă în contextul declinului demografic și al mobilității umane actuale. Aceasta explicație trebuie însă oferită într-un mod în care să poată fi înțeleasă și pentru aceasta trebuie răbdare, fără a fi însă aceptate actele de intoleranță. De asemenea, trebuie în mod fundamental avut în vedere educația generațiilor tinere în vederea promovării toleranței.
Pe fondul lipsei de informare și a educației cetățenilor din România privind problemele imigrației, a forței de muncă străine, a refugiaților și a globalizării cu care România urmează să se confrunte, există șanse semnificative ca cele întâmplate la Ditrău să se repete în altă parte a țării. Apare astfel necesitatea unor programe și campanii de informare sprijinite de stat privind problemele în cauză. Însuși preotul comunității din Ditrău a spus-o fără echivoc: „Frica noastră vine din necunoscut”. În ce privește comunitatea de limbă maghiară din România, abordarea este necesar să fie binațională.
Din punctul de vedere al sociologului Dumitru Sandu aceasta nu este suficient, la fel de importante fiind îmbunătățirea comunicării la nivel public (spectrul de stânga și cel de dreapta ale eșichierului politic, centrul cu periferia etc.) și creșterea gradului de transparență al acesteia, pentru a favoriza în astfel de situații reacții prevenitorii comune și competente ale liderilor formali și informali.
Conform sociologului Haller Istvan, stingerea conflictului va implica atât tragerea la răspundere a celor vinovați, pentru ca oamenii să vadă că așa ceva se sancționează, cât și munca educativă de teren, pentru a fi explicat oamenilor ce nu a fost bine sau corect. De asemenea, Biserica Catolică ar trebui să-și instruiască preoții cum să vorbească despre astfel de probleme. Pe plan local, primarul localității a inițiat demersuri de elaborare a unor campanii de informare referitoare la prevenirea și combaterea manifestării excesive și a intoleranței, cu ajutorul Universității Babeș-Bolyai.
Conform sociologilor Kiss Tamás și Toró Tibor, comunitatea maghiară din România ar trebui să apeleze la măsuri capabile de a surmonta incapacitatea actuală a respectivei comunități de a face față xenofobiei și rasismului. Aceste măsuri ar trebui să includă construirea unor solidarități, precum și a unor alianțe, atât cu alte comunități minoritare, cât și cu cei care sunt dispuși din cadrul majorității românești la un astfel de parcurs. Acest dialog cu majoritatea românească ar putea fi reluat pe o bază universalistă, astfel încât drepturile minorităților să poată fi conectate de cadrul mai general al drepturilor omului, precum și de orizonturile universaliste ale acestora. Din acest punct de vedere, strategia de transpunere a relațiilor de dominanță din trecut în categorii precum neo-transilvanism sau civilizaționism ar trebui abandonată.

### Opinii particulare
Există și opinia că alegerea celor de la Ditrău pentru excluziune a fost una validă, o comunitate locală având dreptul de a accepta sau de a respinge pe cine dorește. Din această perspectivă, cele întâmplate ar fi doar o formă de încercare de protecție a propriei rase și comunități, precum și de conservare a obiceiurilor.
De asemenea, cazul Ditrău nu ar fi decât un caz școală instrumentat strict pentru a fabrica acordul românilor în ceea ce privește imigranții.

## Efecte
Mediatizarea celor întâmplate la Ditrău a scos în evidență faptul că ce s-a petrecut în localitate nu reprezintă un caz izolat în România. Astfel, un partener al firmei Soter&Partners, care are printre obiectele de activitate și aducerea de muncitori străini în țară, a menționat mai multe cazuri. Printre acestea se află și unul din Cluj, unde un grup de 15 locuitori s-a coalizat pentru a determina patronii unui restaurant care angajase mai mulți sri-lankezi să-i relocheze pe cei din urmă din domiciliul alocat acestora, care se afla chiar pe strada unde locuiesc cei 15 clujeni. Până în luna februarie 2020 nu existau însă date care să specifice în câte localități din România s-au petrecut fenomene similare.
Evenimentele din zonă au repezentat un semnal în ce privește eficiența propagandei asociate cu Viktor Orban privind emigrația. De asemenea, ele au generat un interes deosebit în ce privește publicul de limbă română și au determinat, pentru prima dată, inițierea unei largi dezbateri în afara spectrului naționalist referitoare la exportul de ideologie al guvernului condus de același prim ministru. Cu toate acestea, au existat însă și voci din rândul politicienilor români care au folosit incidentul pentru atacuri naționaliste asupra minorității maghiare.
În ce privește comunitatea maghiară din România, cele întâmplate au scos în evidență vulnerabilitatea civilizaționismului – adoptat ca strategie de menținere a sentimentului de superioritate, odată ce acesta a fost inclus strategiei de conservare a identității naționale maghiare. Astfel, asocierea cu civilizaționismul și populismul european, pe fondul unui context instituțional în care în România maghiarii nu se bucură de o poziție dominantă, i-a asociat pe aceștia unui discurs identitar de extremă dreaptă. Aceasta a determinat în prezent (2020) pierderea posibilității de către maghiarii din România de a elabora un discurs al drepturilor minorităților, credibil și onest.
Conform ziaristului Răzvan Bibire, evenimentul reprezintă de asemenea un bun prilej pentru a începe la nivel național o discuție despre supraexploatarea muncii unor angajați lipsiți de posibilitatea de a-și apăra drepturile.
Un element necunoscut este reprezentat de patternul de reacție care va fi adoptat în ce privește foarte probabilele viitoare cazuri de acest fel. Astfel, există posibilitatea ca mass-media să caute să întărească granițele inter-etnice sau să încerce să se subordoneze unor obiective politice. Există însă și posibilitatea începerii unei dezbateri deschise și a unui dialog despre probleme comune întregii societăți din România, cum ar fi relațiile de putere, marginalizarea și xenofobia.

## Subiect de film
Cele petrecute la Ditrău au devenit subiectul unui film intitulat R.M.N., regizat de Cristian Mungiu. Pelicula a apelat la subiect pentru a ficționaliza incidentul, a-l dezvolta în plan artistic și a-l urmări în escaladarea lui.
Conform criticului Eugen Istodor, în film
„“poza” sărăciei, plecării de acasă pentru o viață mai bună a românilor se regăsește în “poza” srilankezilor aduși la muncă în Ditrău. Niciun localnic nu-și vede propriul destin în destinul srilankezilor. Rezultatul: expulzarea srilankezilor.”—Eugen Istodor, 2022
Cadrul filmului are de fapt ca subiect chiar România, examinată în contextul globalizări și nu în izolare, iar pelicula se raportează, conform criticului Andrei Gorzo, atât la atavismele rasiste și xenofobe, cât și la frustrarea produsă de existența a puține locuri de muncă și de micimea salariilor, ori la exploatarea suportată de muncitori fie în țara natală ori în alta, totul fiind stimulat de propaganda naționalistă actuală de tip nou, din România și Ungaria.
Mungiu reconstruiește astfel un sat multietnic cu maghiari, români și câțiva germani, care, pretind că au lăsat în urmă tensiunile interetnice, dar au o istorie recentă de persecuții împotriva romilor și se laudă că au reușit să-i și izgonească. Personajul principal este un etnic german de cetățenie română, plecat să muncească în Germania. Acesta, în urma unui incident în care reacționează violent după ce este interpelat de către un șef cu sintagma „țigan leneș”, se reîntoarce în satul său transilvănean. Într-un final, acesta ajunge să fie parte a mulțimii care-i persecută pe muncitorii sri-lankezi.